# Аттила (фильм, 1954)
«Аттила» (итал. Attila) — фильм 1954 года, режиссёра Пьетро Франчиши.

## Сюжет
Фильм рассказывает о вожде гуннов Аттиле и его взаимоотношениях с Западной Римской империей.

## В ролях
- Энтони Куинн — вождь гуннов Аттила
- Софи Лорен — Гонория
- Анри Видаль — Флавий Аэций
- Клод Лауду — император Валентиниан III
- Ирен Папас — Грюн
- Колетт Режис — Галла Плацидия
- Этторе Манни — Бледа
- Кристиан Маркан — предводитель Хан